# Septymia Zenobia

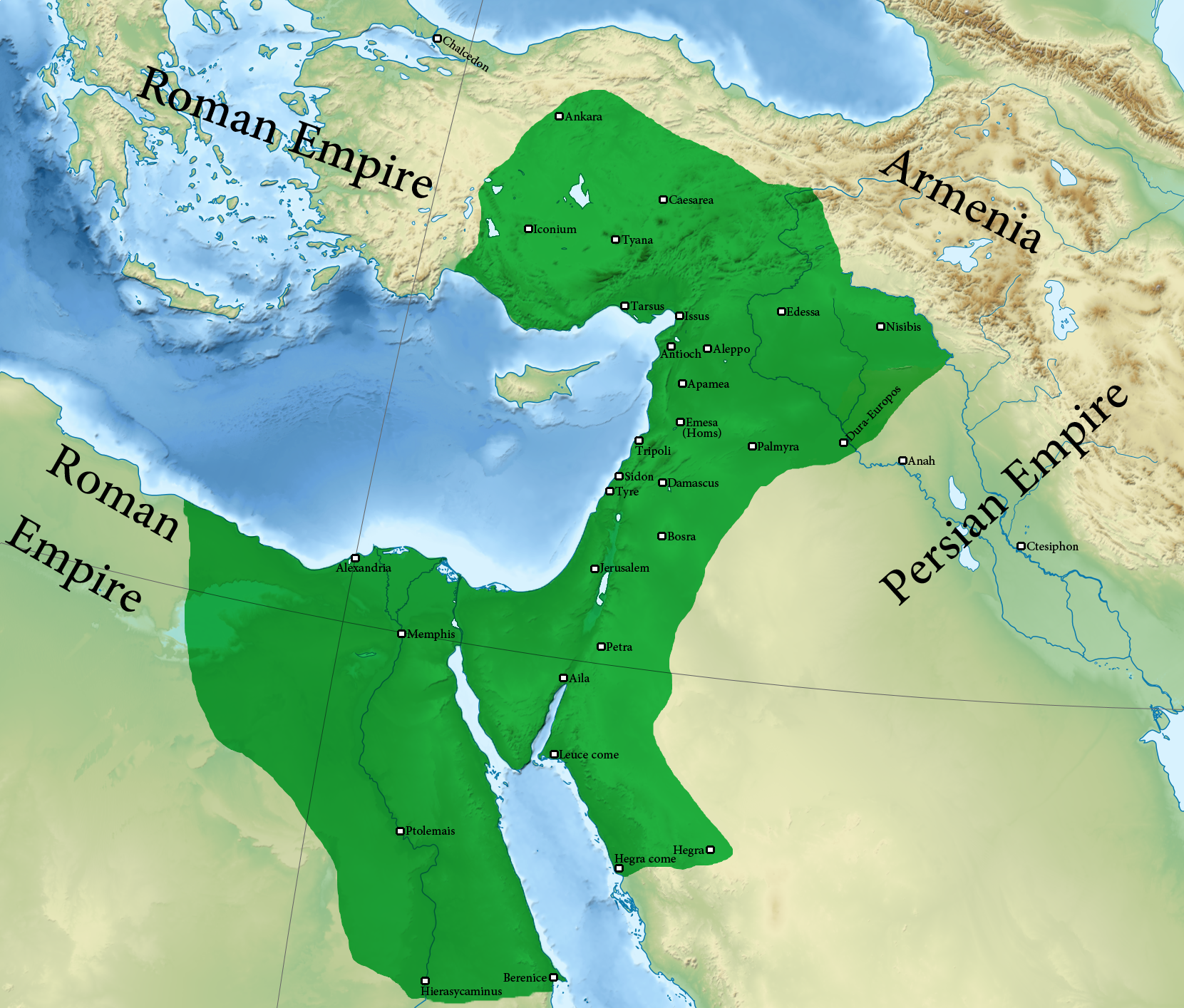
Cesarstwo Palmyry w 271 roku n.e.

Zenobia, Septimia Zenobia – żona króla Palmyry Septimiusa Odenathusa, po jego śmierci (267) rządząca w imieniu małoletniego syna Waballata.

## Konflikt z Rzymem
Dążyła do zachowania dla syna roli, jaką na rzymskim Wschodzie odgrywał jej zamordowany mąż – Odenat. Choć przypuszczalnie tylko dzięki poparciu wojsk rzymskich w Syrii i Palestynie udało się jej utrzymać kontrolę nad tym obszarem, w 270 dowodzący jej wojskami Zabdas najechał rzymskie prowincje Arabię i Egipt, gdzie stacjonowały legiony wierne rzymskiej władzy centralnej. Szczególnie dramatyczny przebieg miała kampania w Egipcie bronionym przez Tenagino Probusa. W 271 wojska Zenobii najechały także Azję Mniejszą, nad której częścią rozciągnęła swą władzę.
Początkowo Zenobia starała się o porozumienie z nowym cesarzem Aurelianem. Inskrypcje na monetach i dokumenty papirusowe poświadczają, że Waballat jedynie uchodził za współrządcę wraz z Aurelianem, gdy jednak cesarz rozpoczął kontrofensywę, syna Zenobii ogłoszono cesarzem z tytułem „augusta”.

## Kampania Aureliana
Po pokonaniu jej armii pod Immae wojska Aureliana zajęły Antiochię, powstrzymując się jednak od jej splądrowania. Wskutek tego szybko skapitulowały kolejne miasta Apamea, Larysa i Aretuza. Za Emesą rzymska konnica pokonała katafraktów – kawalerię Zenobii. Wraz z tą porażką królowa utraciła w tym mieście skarbiec, z którego zamierzano finansować dalsze działania wojenne. Wycofała się do Palmyry z zamiarem zwrócenia się o pomoc do Persów. Ponieważ armia Aureliana, która dotarła pod Palmyrę (272), była wyczerpana kampanią, cesarz złożył władczyni polubowną propozycję zrzeczenia się władzy i pozostania w pałacu w zamian za wydanie Rzymianom zasobów złota i kosztowności, koni i wielbłądów. W odmownej odpowiedzi Zenobia zadeklarowała raczej wybór losu Kleopatry niż ustąpienie, wskazując przy tym na poparcie Persji, Armenii i Saracenów .
W oblężeniu nastąpiła sytuacja patowa, bo Rzymianom brakowało sił do rozstrzygającego szturmu, a mieszkańcom Palmyry do obronnych wypadów. Wprawdzie królowa wymknęła się z miasta, by osobiście zabiegać o perską pomoc, ale schwytano ją nim przekroczyła Eufrat. Wobec tego Palmyra wpuściła oblegających, unikając tym samym złupienia przez żołnierzy cesarza. Wzięta w niewolę władczyni została przewieziona do Rzymu, gdzie zmuszona była uczestniczyć w triumfie Aureliana.
Resztę życia spędziła w ofiarowanej przez cesarza willi (niektórzy historycy dopuszczają też wersję, że została żoną rzymskiego senatora). Uniknęła zgładzenia także ze względu na rozsądną kalkulację polityczną cesarza, który uznał, że pozbawiona stygmatu męczeństwa, nie stanie się ona inspiracją do ewentualnego buntu na Wschodzie jako otoczona luksusem i rezydująca w Rzymie matrona .

## Upamiętnienie
Na jej cześć jednemu z rodzajów roślin z rodziny wrzosowatych nadano nazwę zenobia.

## Literatura tematu
- Tadeusz Kotula, Aurelian i Zenobia, Wrocław: Ossolineum, 2006, ISBN 83-04-04593-1. Brak numerów stron w książce
- Robert Suski: Konsolidacja Cesarstwa Rzymskiego za panowania Aureliana 270-275. Kraków: Avalon, 2008, ISBN 978-83-60-44842-7
- Agata Aleksandra Kluczek: Polityka dynastyczna w Cesarstwie Rzymskim w latach 235-284. Katowice: Wyd. Uniwersytetu Śląskiego, 2000, ISBN 83-22-60-995-7